# Rafael Granero
Rafael Granero Bellver (Chella, 15 de abril de 1945-6 de enero de 2024) fue un futbolista español que jugaba de centrocampista.

## Clubes
| Club             | País   | Año       |
| ---------------- | ------ | --------- |
| C. E. Júpiter    | España | 1963-1965 |
| C. F. Badalona   | España | 1965      |
| R. C. D. Español | España | 1965-1967 |
| Real Gijón       | España | 1967-1968 |
| R. C. D. Español | España | 1968-1977 |
| C. E. Júpiter    | España | 1977-1978 |